# کریس مارتین (بازیکن فوتبال، زاده ۱۹۸۸)
کریستوفر هیو مارتین (انگلیسی: Christopher Hugh Martin؛ زادهٔ ۴ نوامبر ۱۹۸۸) بازیکن فوتبال اهل انگلستان است.
از باشگاه‌هایی که در آن بازی کرده‌است می‌توان به نوریچ سیتی، لوتون تاون، کریستال پالاس، سوئیندون تاون، دربی کانتی، فولام و ریدینگ اشاره کرد.
وی همچنین در تیم ملی فوتبال اسکاتلند بازی کرده‌است.